# 亀山真依
亀山 真依（かめやま まい、2001年（平成13年）11月28日 - ）は、日本のアナウンサー。熊本放送（RKK）の社員で、同局アナウンサーである。

## 来歴・人物
熊本県出身。母親は英会話教室の講師。
小学生の頃からアナウンサーに憧れており、中学3年の頃から本格的にアナウンサーを目指すこととなる。
彼女はこの当時、「アナウンサー＝帰国子女の人が多い」というイメージを持っていたことから、14歳で単身オーストラリアに渡ることとなる。
ブリスベンの高校を卒業後、国際基督教大学（ICU）に入学。但し、入学時期が2020年から表面化した一連の「コロナ禍」真っ只中であり熊本へ帰郷したまま上京できず、オンライン講義中心だったことから、学業の傍らラーメン店でのアルバイトに明け暮れたという。
1年生の終わり頃に上京し、学業の傍らアナウンス技術を磨くべくアナウンススクールに通いつつ、大学卒業迄生島企画室に学生キャスターとして所属することとなる。
また、並行して雑誌「ViVi」編集部やフジテレビジョンの関連会社でアルバイトをしており、後者では語学力を活かし朝の情報番組「めざまし8」関連の通訳として勤務していた。
ICU卒業後、2024年4月1日に故郷の熊本放送へ入社。2021年以来3年ぶりの新人アナウンサーとなり、報道制作局アナウンス部に配属される。

## 嗜好・挿話
身長163cm。チャームポイントは丸い目。
趣味は映画鑑賞、カラオケ、ホットヨガ等。またテレビドラマ好きであり、脚本家の坂元裕二の作品を好んでおり、好きな作品に「大豆田とわ子と三人の元夫」等を挙げている。
特技は英会話（先述）、パッキング及び整理整頓、文章を書くこと等。特に小学生の頃は、作文で賞を取っていたという。

## 担当番組
2025年4月現在

### ラジオ・テレビ
- 熊日ニュース（随時）

### ラジオ
- 午後2時5分一寸一服
  - 2025年3月31日から月曜担当 → 2025年8月から月曜・木曜担当

### テレビ
- からふる
  - 当初はリポーターとして出演していたが、2025年4月から「見習いウエイター」としてMCを務める。

## 過去の担当・出演番組

### ラジオ

#### 熊本放送
- ラジてん（2024年8月20日）[5]
  - 週替わり代打（津田ひかるの育休代理）として出演。

#### 生島企画室時代
オリジナルポッドキャスト
- 15歳差のわたしたち〜まあさとなぎさ
  - #43[4]及び#44[6]、#52[7]及び#53[8]に出演。

等多数

### テレビ

#### 熊本放送
- 夕方LIVE ゲツキン!
  - 2024年6月から番組終了まで出演。隔週木曜日→火曜日の生中継リポーターを担当することが多かった。

#### 生島企画室時代
- 達人道（#610等[9]）（テレビ埼玉等）

等多数